# So Chun Hong
So Chun Hong (* 20. April 1993 in Hongkong) ist ein chinesischer Sprinter, der international für Hongkong startet.

## Sportliche Laufbahn
Erste Erfahrungen bei internationalen Wettbewerben sammelte So Chun Hong im Jahr 2014, als er bei den Asienspielen im südkoreanischen Incheon im 100-Meter-Lauf mit 10,89 s in der ersten Runde ausschied und mit der Hongkonger 4-mal-100-Meter-Staffel in 38,98 s die Bronzemedaille hinter den Teams aus China und Japan gewann. Bei den IAAF World Relays 2015 auf den Bahamas schied er mit 39,33 s in der Vorrunde aus, gewann anschließend aber bei den Asienmeisterschaften in Wuhan in 39,25 s die Silbermedaille hinter China. Zwei Jahre darauf gewann er bei den Asienmeisterschaften in Bhubaneswar in 39,53 s die Silbermedaille hinter China und Thailand.

## Persönliche Bestleistungen
- 100 Meter: 10,44 s (+1,5 m/s), 12. April 2014 in Hongkong
- 200 Meter: 21,61 s (+0,8 m/s), 4. Mai 2014 in Hongkong